# Dorotea Gonzaga
Dorotea Gonzaga, född 1449, död 1468, var en hertiginna av Milano, gift 1466 med Milanos hertig Galeazzo Maria Sforza. Hon var dotter till markis Ludvig II Gonzaga av Mantua och Barbara av Brandenburg (1423–1481). 